# Formylierung
Unter Formylierung versteht man in der präparativ-organischen und technischen Chemie die Einführung der Formylgruppe –CHO zur Synthese von Aldehyden. In der Biochemie wird ein Teilschritt der Peptidsynthese in Eubakterien als N-terminale Formylierung bezeichnet.

## Präparative Chemie
Ein Beispiel für eine Formylierungsreaktion ist die Friedel-Crafts-Acylierung:
Mit dem einzig stabilen Halogenid der Ameisensäure – Formylfluorid (R = H; X = F) – bzw. einem Gasgemisch aus Kohlenstoffmonoxid und einer Halogenwasserstoffsäure wie HF oder HCl (Gattermann-Koch-Reaktion) führt die Reaktion zu einem Aldehyd. Beim Einsatz von Carbonsäurehalogeniden höherer Carbonsäuren (R ist ein organischer Rest, ≠ H), entsteht ein Keton. Allgemein nennt man diese Reaktion Acylierung.

### Verfahren
Zur Formylierung geeigneter organischer Verbindungen (meist von Aromaten) sind eine Reihe von Verfahren entwickelt worden, die teilweise auch großtechnisch eingesetzt werden, u. a.:
- Friedel-Crafts-Acylierung
- Gattermann-Synthese
- Hydroformylierung
- Reimer-Tiemann-Reaktion
- Vilsmeier-Haack-Reaktion
- Duff-Reaktion

Die hergestellten Aldehyde werden als solche verwendet oder dienen als Edukte für weitere Reaktionen.

## Biochemie
In Eubakterien stellt die N-Formylierung einer Methionin-Einheit die erste Aminosäure bei der bakteriellen Proteinbiosynthese dar (den N-Terminus). Das vor der Translation beteiligte Enzym ist die Met-tRNAi-Transformylase (auch Methionin-Formyltransferase) (EC 2.1.2.9), die eine Formylierung von Methionin-tRNA katalysiert. Während der Translation wird die Formylierung am entstehenden Protein durch die Peptid-Deformylase wieder abgespalten.